# Акниет (Капланбекский сельский округ)
Акниет (каз. Ақниет, до 2001 г. — 20 лет Казахской ССР) — село в Сарыагашском районе Туркестанской области Казахстана. Входит в состав Капланбекского сельского округа. Код КАТО — 515469400.

## Население
В 1999 году население села составляло 1005 человек (491 мужчина и 514 женщин). По данным переписи 2009 года, в селе проживал 1041 человек (517 мужчин и 524 женщины).